# Ангел Герчев
Ангел Петров Герчев (Герчов) е български революционер и опълченец. След Руско-турската война. е почетен знаменосец на Самарското знаме по време на изнасянето му на паради.

## Биография
Герчов е роден на 27 септември 1840 година (или в 1845) в неврокопското село Старчища, което тогава е в Османската империя, днес Перитори, Гърция. В 1870 година, преследван от властите за революционна дейност, емигрира в Русия и се установява в Одеса, а по-късно в Николаев. При избухването на Руско-турската война в 1877 година постъпва в Българското опълчение и служи в 3 рота на 5 опълченска дружина. Сражава се в битката при Стара Загора през юли, участва в отбраната на Шипка и в Шейновската битка. Носител е два пъти на Георгиевски кръст, както и на орден „Света Анна“. Произведен е в унтерофицер.
В 1878 година се установява в Асеновград (Източна Румелия), Дупница, в 1880 година – в София. При избухването на Сръбско-българската война в 1885 година служи в 1 казанлъшка дружина на 23 пехотен шипченски полк.
Обявен е за почетен гражданин на Габрово в 1923 година заедно с останалите живи по това време опълченци, известни на габровци.
Погребан е в Централните софийски гробища.